# VULGAR
| Оценки критиков | Оценки критиков |
| Источник        | Оценка          |
| --------------- | --------------- |
| Ultimate Guitar | 8.8/10          |
| Nihon Review    | [ 2 ]           |
| CD Data         | позитивно       |
| CD Journal      | позитивно       |

VULGAR (с англ. — «Вульгарный») — четвёртый студийный альбом японской авангард-метал группы Dir en grey, выпущенный 10 сентября 2003 года на лейблах Firewall Div./SMEJ. В Европе альбом был выпущен 21 февраля 2006 года на лейбле Gan-Shin. С альбома было выпущено три сингла: «CHILD PREY» (31 июля 2002 года), «DRAIN AWAY» (22 января 2003 года) и «かすみ» (23 апреля 2003 года).
Песня «CHILD PREY» играет в опеннинге аниме «Боец Баки». Песни «THE IIID EMPIRE» и «INCREASE BLUE» звучат в японском фильме «Смертельный транс».

## Об альбоме
Музыка на альбоме весьма контрастирует с предыдущими релизами группы. Первые изменения были замечены с выпуском сингла «CHILD PREY» и мини-альбома six Ugly: звучание группы отошла в сторону тяжёлого рока и она стала более агрессивной. Имидж группы также претерпел изменения — теперь это была вульгарная и грубоватая внешность, живые выступления стали более атмосферными. Тема текстов песен была посвящена в основном боли. Само состояние участников группы также отражало это (низкая мотивация, усталость, упадническое состояние).

## Выпуск
Лимитированное издание альбома включало в себя дополнительный DVD-диск. В нём содержался видео-клип на песню «OBSCURE», хотя и в цензурной версии (нецензурная версия позже была выпущена на The Average Psycho DVD). Видео-клип с тех пор было назван одним из самых страшных и мерзких музыкальных клипов всех времён. Vulgar — первый релиз Dir en grey, в котором не было указано в буклете автора той или иной композиции, однако в синглах всё же имена композиторов написаны.
Через несколько лет группа перезаписала четыре песни с альбома в новой интерпретации, присущей Dir en grey в наше время:
- песня «蝕紅» была издана как би-сайд сингла «激しさと、この胸の中で絡み付いた灼熱の闇» 2009 года[8];
- песня «OBSCURE» была издана как би-сайд сингла «LOTUS» 2011 года[9];
- песня «かすみ» вошла в трек-лист мини-альбома THE UNRAVELING 2013 года[10];
- песня «THE IIID EMPIRE» вошла в трек-лист сборника VESTIGE OF SCRATCHES 2018 года[11].

Композиция «CHILD PREY» вышла ещё до релиза VULGAR, примерно одновременно с мини-альбомом six Ugly. Тогда песня весьма отличалась по звучанию от версии на альбоме: она стала более хард-роковой, а исполнение агрессивной.

## Список композиций
Слова и музыка всех песен — Dir en grey, за исключением отмеченных.
| №                   | Название                     | Длительность |
| ------------------- | ---------------------------- | ------------ |
| 1.                  | «audience KILLER LOOP»       | 3:39         |
| 2.                  | «THE IIID EMPIRE»            | 3:05         |
| 3.                  | «INCREASE BLUE»              | 3:46         |
| 4.                  | «蝕紅»                       | 4:22         |
| 5.                  | «砂上の唄»                   | 3:14         |
| 6.                  | «RED... [em]»                | 5:01         |
| 7.                  | «明日無き幸福、呼笑亡き明日» | 3:31         |
| 8.                  | «MARMALADE CHAINSAW»         | 4:13         |
| 9.                  | «かすみ» (Каору)             | 4:20         |
| 10.                 | «R TO THE CORE»              | 1:47         |
| 11.                 | «DRAIN AWAY» (Дай)           | 4:06         |
| 12.                 | «NEW AGE CULTURE»            | 3:19         |
| 13.                 | «OBSCURE»                    | 3:59         |
| 14.                 | «CHILD PREY» (Каору)         | 3:52         |
| 15.                 | «AMBER»                      | 4:48         |
| Общая длительность: | Общая длительность:          | 57:02        |

| №  | Название               | Длительность |
| -- | ---------------------- | ------------ |
| 1. | «OBSCURE» (Видео-клип) | 4:52         |

## Участники записи
Dir en grey
- Кё — вокал
- Дай — бэк-вокал, соло-гитара
- Каору — бэк-вокал, ритм-гитара, музыкальное программирование
- Тосия — бэк-вокал, бас-гитара
- Синъя — барабаны

Производственный персонал
- Dir en grey — продюсеры
- Тацуя Сакамото — продюсер
- Кодзи Ёда — арт-директор, дизайн
- Тецуси Масэ — звукорежиссёр
- Хидэки Фурута — A&R